# Marina Baixa
La Marina Baixa és una comarca del centre del País Valencià. Limita al nord amb el Comtat i la Marina Alta, a l'est i al sud amb la mar Mediterrània, al sud-oest amb l'Alacantí i a l'oest amb l'Alcoià. La seua capital tradicional és la Vila Joiosa però el major nucli urbà i centre econòmic és Benidorm.
El gentilici de la gent de la Marina és blavet i blaveta, per la vestimenta blava que usaven els pescadors de la Marina.

## Geografia
La Marina Baixa és una comarca costanera, però alhora molt muntanyenca. Es pot dividir en dues clares zones, la línia costanera i les valls interiors. Té grans serres i muntanyes com el Puigcampana, la serra d'Aitana, la serra de Bèrnia o la serra de la Xortà i rius autòctons com l'Amadòrio, l'Algar o el riu Guadalest.
Geològicament la Marina Baixa se situa al sud de l'extrem est de les serralades subbètica i prebètica valencianes. Tradicionalment el terme Marina correspon a la franja costanera entre Teulada i la Vila Joiosa. La Marina Baixa comença al nord amb la serra de Bèrnia i el Carrascal de Parcent i van constituint-se les valls dels rius Bolulla i Guadalest formant el riu Algar. El sector sud de la Marina Baixa es recolza en la serra d'Aitana, d'on naixen els rius de Sella i de la Vila, i el massís del Puigcampana, d'on naixen barrancs i rieres menors.
La costa de la Marina Baixa s'inicia amb els penya-segats de la serra de Bèrnia, amb el massís del Mascarat, que separen els municipis de Calp i Altea. A continuació, s'obri la badia d'Altea on es pot trobar la desembocadura del riu Algar, illes de l'Olla d'Altea i platges de grava com la de l'Olla, la del cap Negret, la de la Roda o la del cap Blanc fins a acabar en la platja de l'Albir a l'Alfàs del Pi, tancant la badia la punta de la Bombarda de la serra Gelada. La serra Gelada forma uns penya-segats abruptes que s'inclouen en el Parc Natural de la Serra Gelada.

## Municipis
Les dades bàsiques dels «18 municipis», amb les xifres de població del padró municipal d'habitants 2023, són:
| Municipi                | Habitants (2023) | Sup. (km²) | Dens. (2023) (hab./km²) |
| ----------------------- | ---------------- | ---------- | ----------------------- |
| Benidorm                | 72.342           | 38,5       | 1.879,0                 |
| la Vila Joiosa          | 36.093           | 38,5       | 937,5                   |
| Altea                   | 23.820           | 34,4       | 692,4                   |
| l'Alfàs del Pi          | 20.518           | 19,3       | 1.063,1                 |
| la Nucia                | 18.970           | 21,4       | 886,4                   |
| Finestrat               | 8.836            | 42,3       | 208,9                   |
| Callosa d'en Sarrià     | 7.708            | 34,7       | 222,1                   |
| Polop                   | 5.339            | 22,6       | 236,2                   |
| Relleu                  | 1.248            | 76,9       | 16,2                    |
| Orxeta                  | 840              | 24,1       | 34,9                    |
| Tàrbena                 | 630              | 31,7       | 19,9                    |
| Sella                   | 607              | 38,7       | 15,7                    |
| Benimantell             | 534              | 37,9       | 14,1                    |
| Bolulla                 | 440              | 13,6       | 32,4                    |
| Confrides               | 297              | 40         | 7,4                     |
| el Castell de Guadalest | 274              | 16         | 17,1                    |
| Beniardà                | 252              | 15,7       | 16,1                    |
| Benifato                | 140              | 11,9       | 11,8                    |
| Marina Baixa            | 198.888          | 558,0      | 356,3                   |

## Economia
Hi ha presència de diverses indústries tradicionals de la zona, com ara la indústria de la xocolata a la Vila Joiosa o el conreu de la nespra a Callosa d'en Sarrià. No obstant això, l'activitat més important de la comarca i el principal motor econòmic és el turisme. Tots els municipis costaners han tingut un gran creixement demogràfic degut al gran flux de turistes, al mateix temps que molts municipis de l'interior han vist frenada la pèrdua de població a causa de l'arribada de nous residents procedents del nord d'Europa. Dins d'aquesta comarca se situa l'enclavament turístic de sol i platja més important del País Valencià i d'Espanya, la vila de Benidorm.
També s'hi poden trobar diversos parcs temàtics i d'oci, com Terra Mítica, Terra Natura o Aqualandia.